# Chiesa di San Pietro (Bournemouth)
La chiesa di San Pietro (ufficialmente St Peter's Church), è il principale luogo di culto di Bournemouth, nel Dorset, ed è una parrocchia della Chiesa d’Inghilterra. È considerata un edificio di interesse storico di primo grado e fu completata nel 1879 su progetto di George Edmund Street, diventando la chiesa madre della città.
L’edificio raccoglie contributi di noti architetti e artisti del movimento neogotico, tra cui Bodley, Comper, Blomfield e Burne-Jones. All’interno si trovano vetrate e affreschi realizzati da Clayton e Bell, e il coro è noto per la sua ricca decorazione neogotica. Il campanile, alto 62 metri, è ben visibile nel centro cittadino, dove la chiesa di San Pietro svolge un ruolo centrale insieme a quelle di San Stefano e Sant’Agostino.
Qui è sepolta Mary Shelley, l’autrice di Frankenstein, e si dice che vi sia conservato anche il cuore del marito, il poeta Percy Bysshe Shelley.

## Storia
La chiesa di San Pietro fu costruita tra il 1855 e il 1879 su iniziativa del primo vicario di Bournemouth, Alexander Morden Bennett, con l’obiettivo di sostituire un edificio precedente degli anni ’40 dell’Ottocento. Il progetto fu affidato a George Edmund Street, lo stesso architetto che in seguito disegnò la Royal Courts of Justice di Londra. La chiesa fu edificata a fasi, poiché i costi complessivi erano troppo elevati per essere sostenuti in un’unica soluzione, e fu finanziata tramite sottoscrizioni pubbliche.
Il primo intervento riguardò la navata nord, costruita nel 1855 accanto alla vecchia chiesa, seguita nel 1859 dal cleristorio e dal tetto a capriate. Tra il 1863 e il 1864 furono realizzati il presbiterio, i transetti orientali e le sagrestie; nel 1869-70 si eresse la torre di 35 metri, inizialmente separata dalla navata. Solo nel 1874 si aggiunsero il nartece e i transetti occidentali, mentre nel 1879 fu completata la guglia di circa 26 metri, che portò l’altezza complessiva a 62 metri.
Nel 1914 venne costruita un’estensione all’angolo nord-est che comprende sagrestia, uffici, una scuola di canto e un’area seminterrata con servizi. Nel 1926 fu edificata nel cortile sud la Cappella della Resurrezione, su progetto di Ninian Comper, come cappella mortuaria e memoriale per i caduti della prima guerra mondiale; restaurata nel 2014, oggi è dotata di cucina, riscaldamento e servizi.
Oggi San Pietro è la chiesa parrocchiale del centro di Bournemouth e appartiene alla diocesi di Winchester, nella tradizione liberale cattolica della Chiesa d’Inghilterra. È un luogo centrale nella vita cittadina, non solo per il valore storico e le sepolture illustri, ma anche come spazio aperto alla comunità, con un caffè sociale (Parry’s) attivo dal mercoledì al venerdì e varie attività musicali e culturali gratuite.
Nel 2020, durante le restrizioni dovute al Covid, è nato il progetto Grounds Reimagined, guidato dalla sagrestana Jane Styslinger, per recuperare il terreno boschivo di quasi 4 acri intorno alla chiesa, abbandonato dal 2009. Grazie a fondi pubblici e associazioni locali, l’area è stata riqualificata con un sentiero naturalistico e uno storico, rendendo accessibili tombe di rilievo e coinvolgendo cittadini e volontari.

Nel 2023, infine, la torre e la guglia sono state sottoposte a importanti lavori di restauro in pietra, con il sostegno della National Churches Trust e della Wolfson Foundation, all’interno del progetto di sviluppo della chiesa.

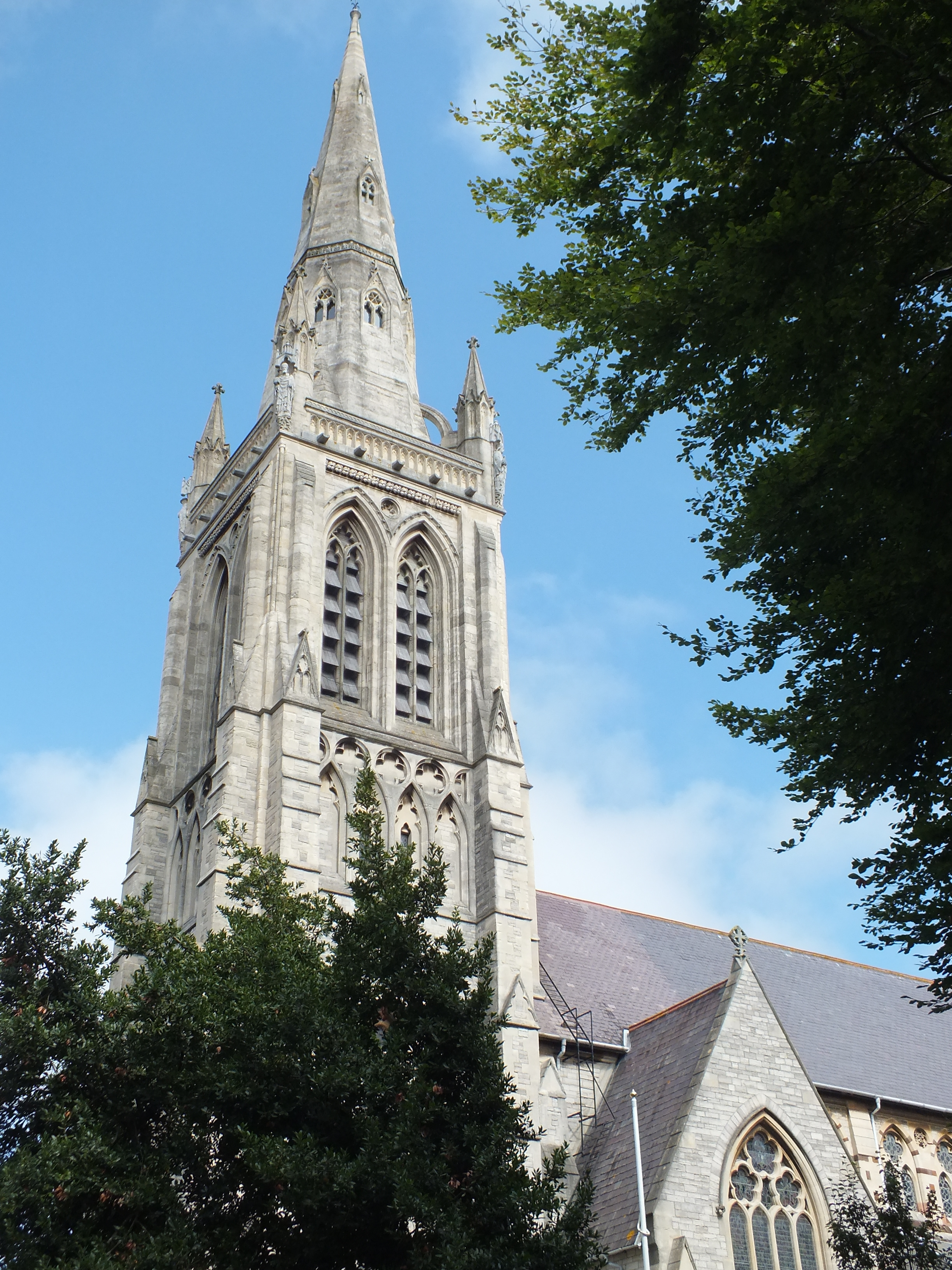
La torre
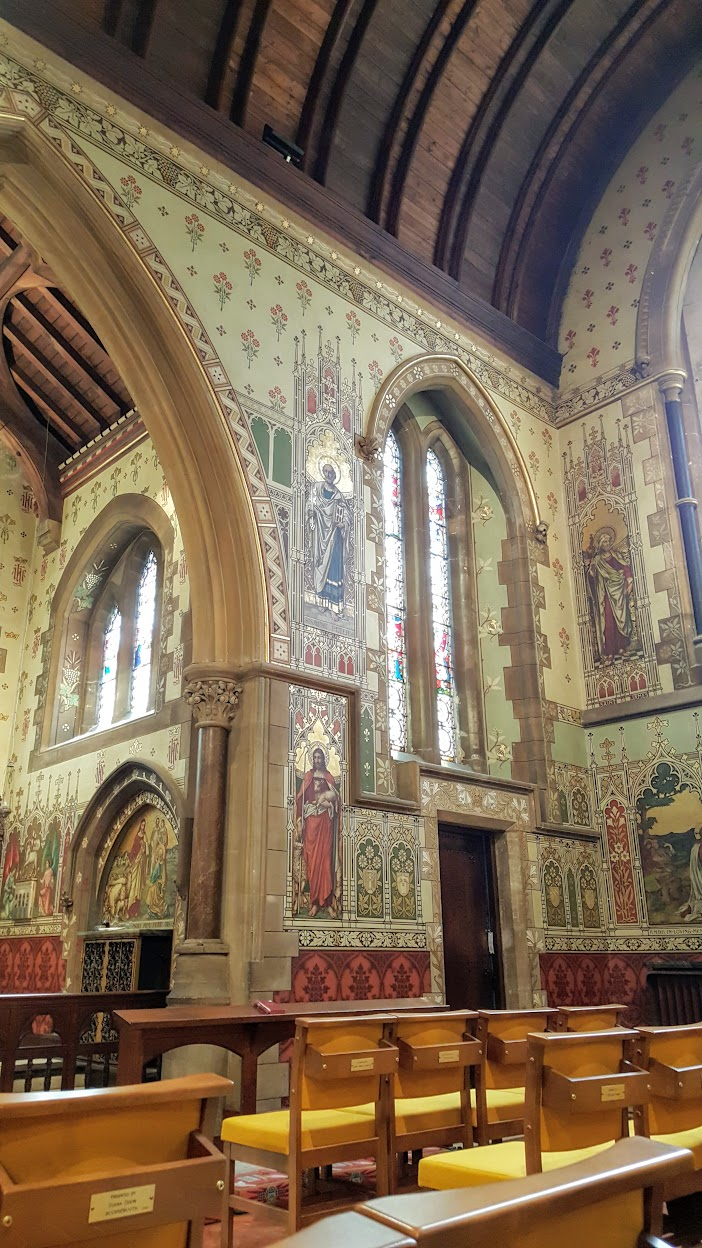
La Cappella Keble
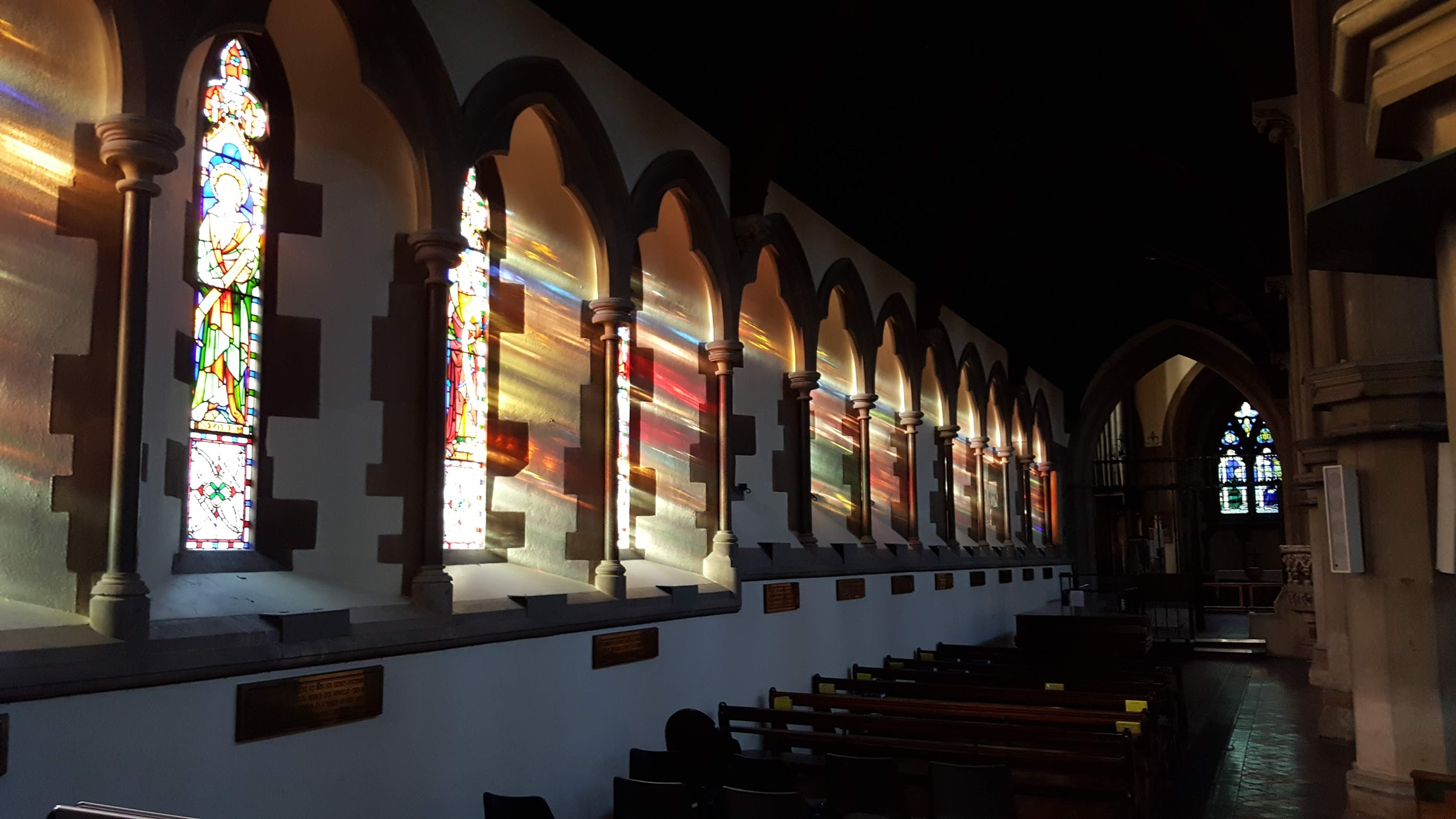
Il corridoio nella parte Nord
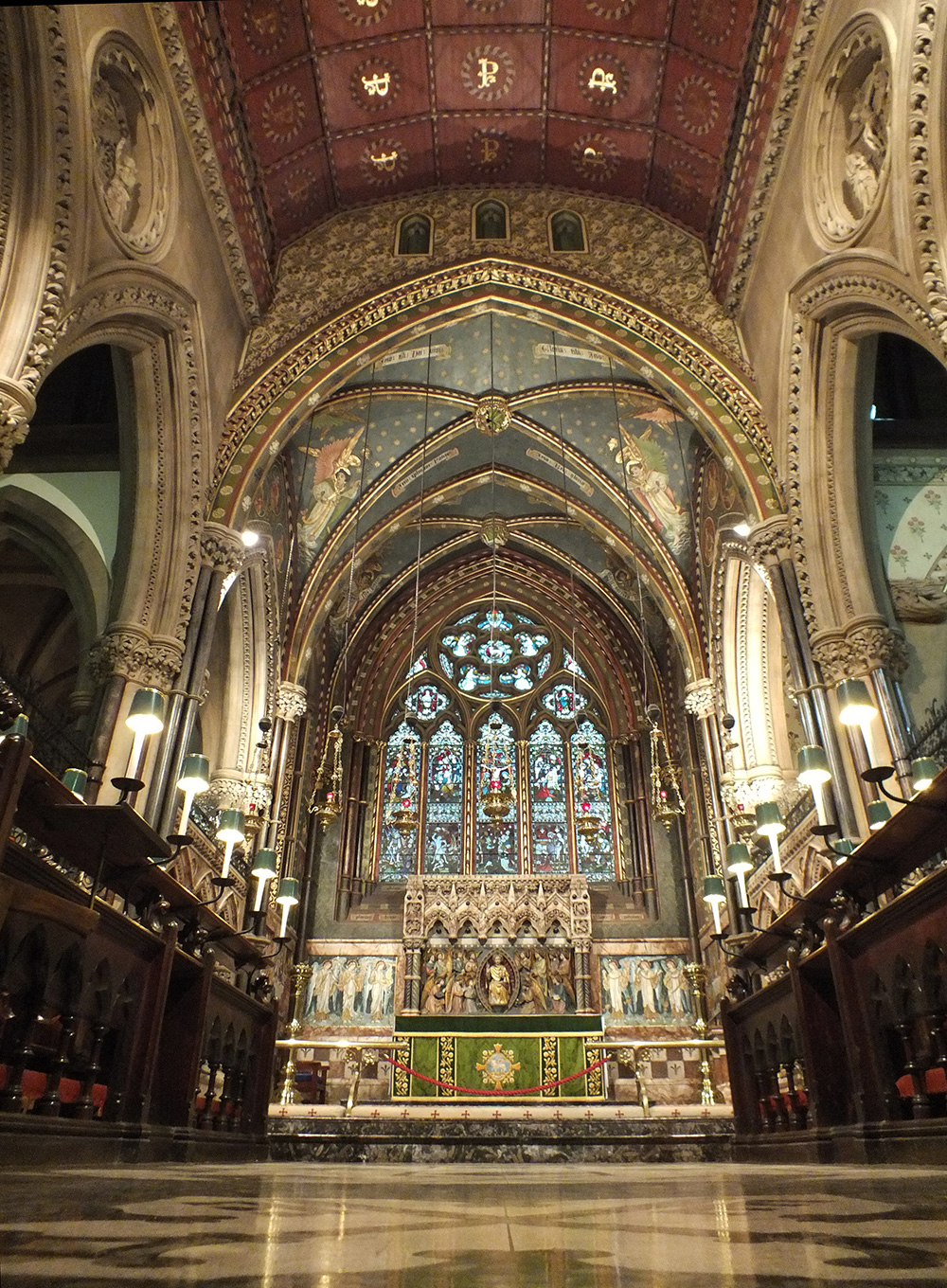
La parte del coro
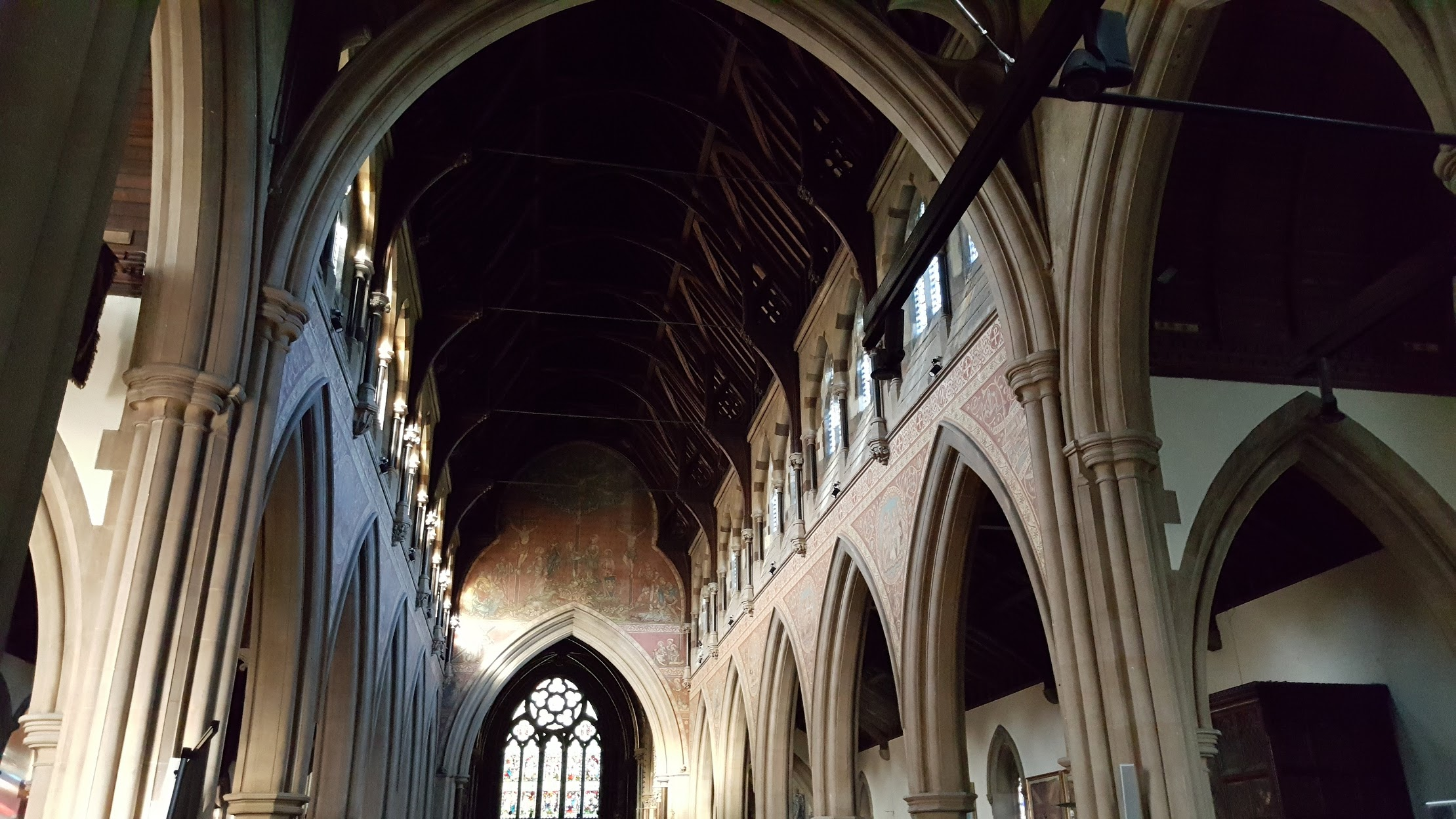
Il tetto della navata e i transetti nella parte Ovest
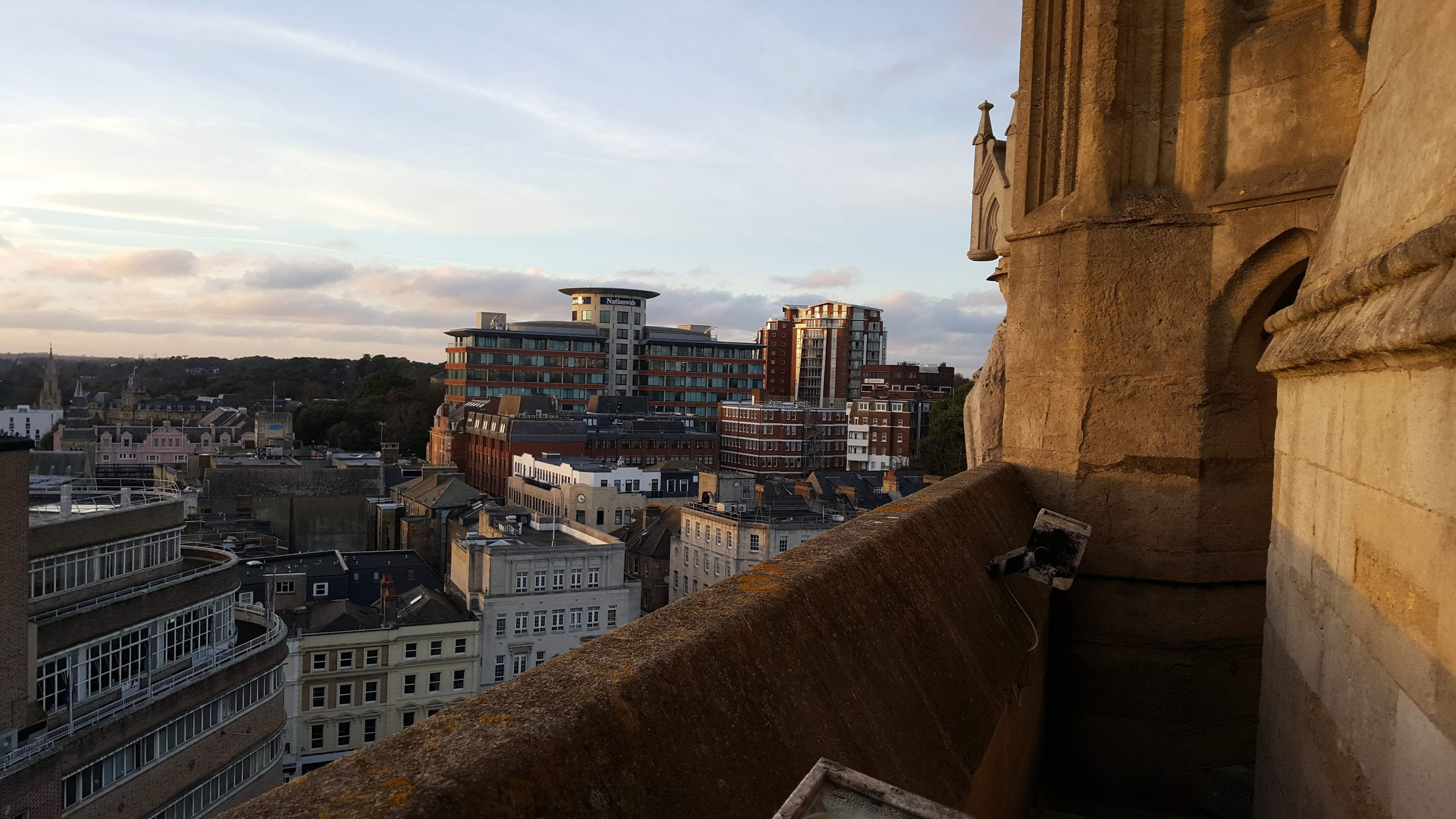
Il centro cittadino di Bournemounth dalla torre

## Sepolture
La chiesa di San Pietro a Bournemouth è legata a diverse figure storiche di rilievo. Mary Shelley, autrice di Frankenstein, è sepolta qui, presumibilmente insieme al cuore del marito Percy Bysshe Shelley, poeta romantico morto in Sardegna. Il loro unico figlio sopravvissuto, Sir Percy Shelley, fece costruire una casa a Boscombe, convinto che il clima locale potesse giovare alla salute della madre e della moglie. Per rispettare il desiderio di Mary di riposare accanto ai genitori, William Godwin e Mary Wollstonecraft, entrambi filosofi londinesi, Sir Percy ne fece trasferire i resti da Londra a Bournemouth.

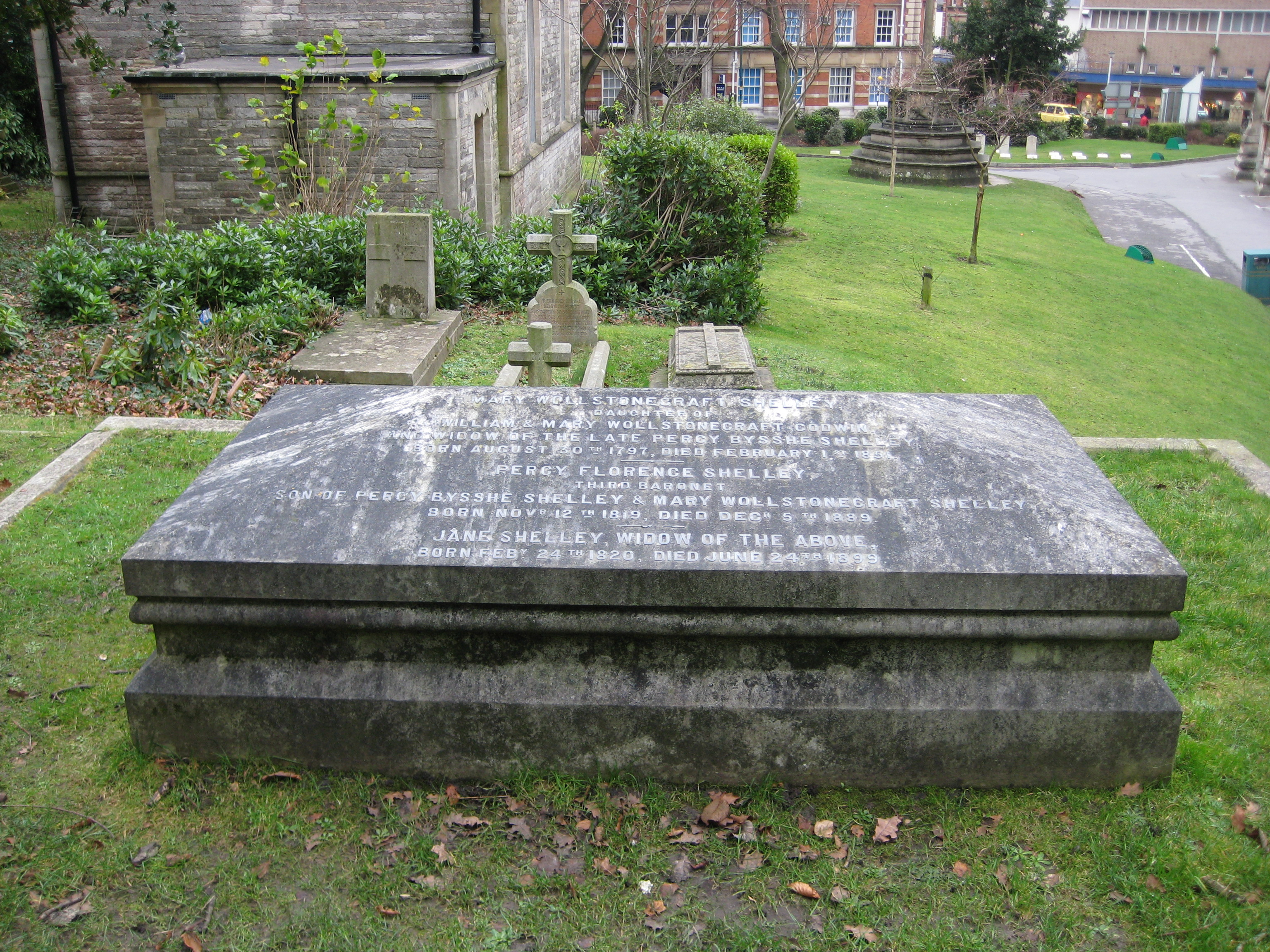
Tomba di Mary Shelley

Tra gli altri legami significativi, si ricordano William Ewart Gladstone, quattro volte Primo Ministro britannico, che ricevette qui la sua ultima comunione nel 1898, e Sir Hubert Parry, compositore nato nella parrocchia nel 1848 e battezzato in chiesa due giorni dopo la nascita. Anche Sir Dan Godfrey, fondatore della Bournemouth Symphony Orchestra, è sepolto nel cimitero adiacente.